# Woolsthorpe by Belvoir
|  | for Isaac Newtons fødeby, se Woolsthorpe-by-Colsterworth. |
Woolsthorpe by Belvoir (også kaldt Woolsthorpe) er en landsby i det sydlige Kesteven-distrikt Lincolnshire i England. Det ligger cirka 5 miles (8 km) vest for Grantham og støder op til grænsen til Leicestershire. Den nærliggende landsby Belvoir ligger på den anden side af grænsen. Grantham Canal ligger 1 mile (1,6 km) mod nord-øst på sit nærmeste punkt.